# Loch Shiel
Il Loch Shiel (Gaelico Scozzese: Loch Seile) è un loch di acqua dolce con superficie di 19.3 km2, profondo 120 metri, situato a 20 km a ovest di Fort William nella zona di Lochaber, nelle Highlands scozzesi. La sua natura cambia considerevolmente lungo la sua lunghezza, essendo profondo e racchiuso tra montagne nella parte nord est e poco profondo circondato da paludi e pascoli nella parte sud ovest, da cui il fiume River Shiel di 4 km sbocca al mare nel Loch Moidart vicino Castle Tioram.
Il Loch Shiel non va confuso con il Glen Shiel, 40 km più a nord nella zona di Skye e Lochalsh, che contiene un fiume (River Shiel) più lungo e un Loch Shiel molto più piccolo.
Le montagne circostanti sono pittoresche ma relativamente poco alte poiché quasi nessuna raggiunge i 914 m richiesti per essere definite Munro. La zona è molto ben alberata, rispetto a molte altre zone delle Highlands, che hanno sofferto un pascolo eccessivo e molte delle coste hanno lo status di zone di protezione speciale (ZPC). Caso unico per un Loch maggiore il flusso non è regolato. Sono presenti anche giri in barca sul lago per i turisti. Il Loch Shiel è solo di poco sopra il livello del mare e fu infatti un loch di mare poche migliaia di anni fa quando il livello del mare(relativo alla Scozia) era più alto.

## Storia
Sull'isola più grande del lago si trova una cappella diroccata, che si dice sia stata la prima dimora in Scozia di San Finan, un insegnante di Santa Colomba. Acharacle a sud del Loch è il sito della battaglia, combattuta nel 1140 in cui Somerled sconfisse i vichinghi per fondare la dinastia regnante dei Signori delle Isole. Durante queste epoche il Loch ha avuto una importanza strategica come strada di comunicazione attraverso le montagne poiché il corto fiume Shiel era facilmente navigabile in tempi antichi, cosa che non è più possibile oggi essendosi ridotta la sua profondità a meno di 30 cm.
Alexander MacDonald (Alasdair MacMhaighstear Alasdair), il famoso poeta e sostenitore del giovane pretendente Carlo nacque e crebbe nelle vicinanze. Nel 1745, dopo lo sbarco a Moidart il principe Carlo Stuart navigò per tutta la lunghezza del loch per portare la sua bandiera fino a Glenfinnan.

## Riferimenti in opere cinematografiche
Il Loch Shiel è il luogo dell'immaginario Lago Nero vicino Hogwarts nella versione cinematografica della serie di Harry Potter. È anche il fittizio luogo di nascita di Connor e Duncan MacLeod, rispettivamente protagonisti del film Highlander e della omonima serie tv. Il Loch fu anche usato durante le riprese del film Il principe di Scozia, interpretato da Errol Flynn. Il film è un adattamento del libro Il signore di Ballantrae di Robert Louis Stevenson.

## Galleria d'immagini

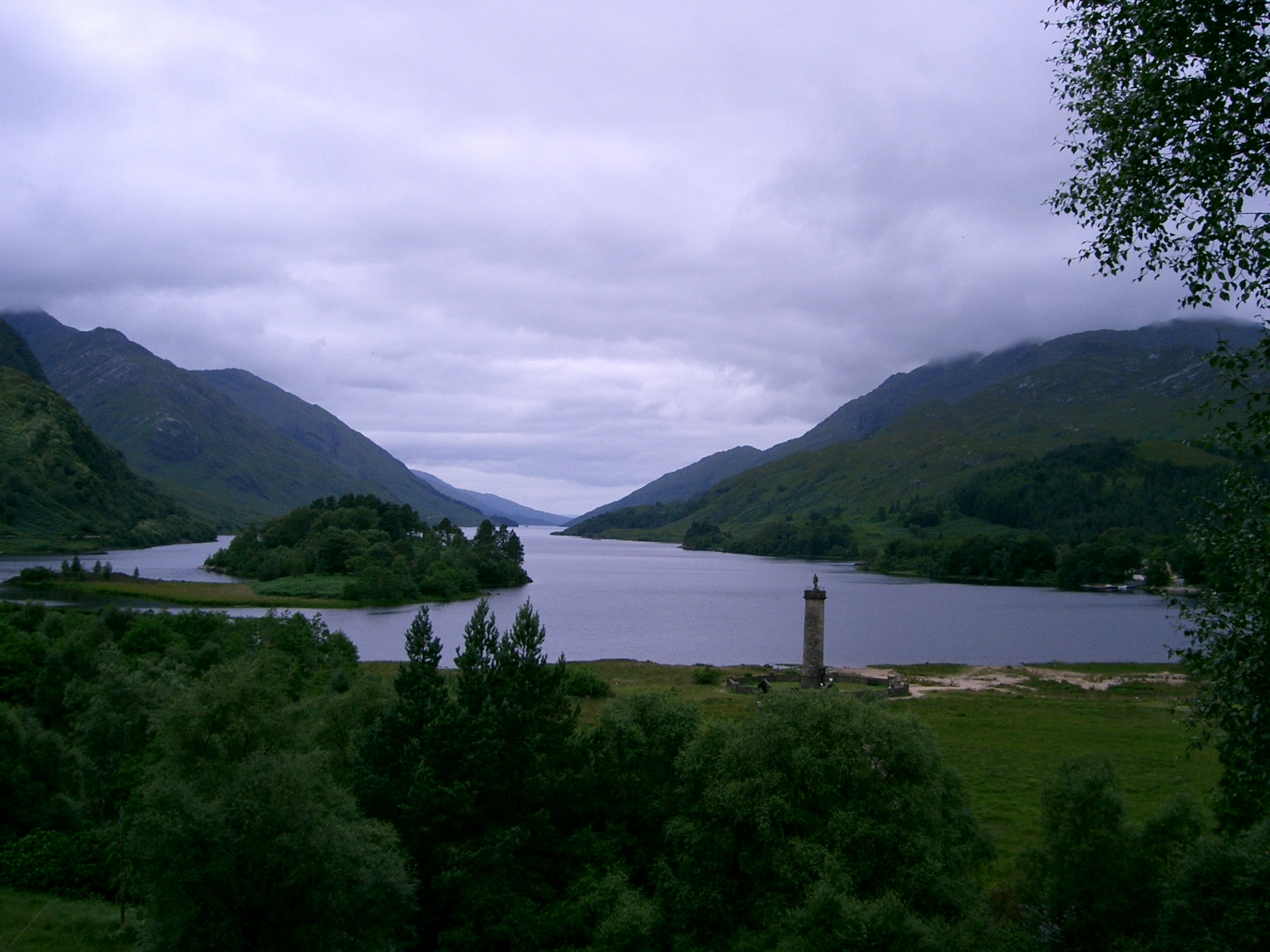
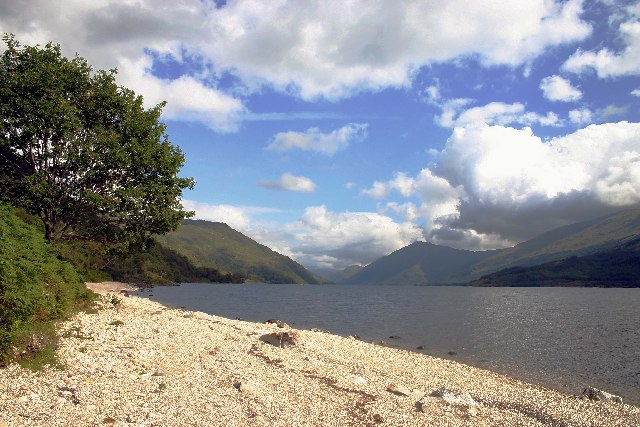
Looking north east
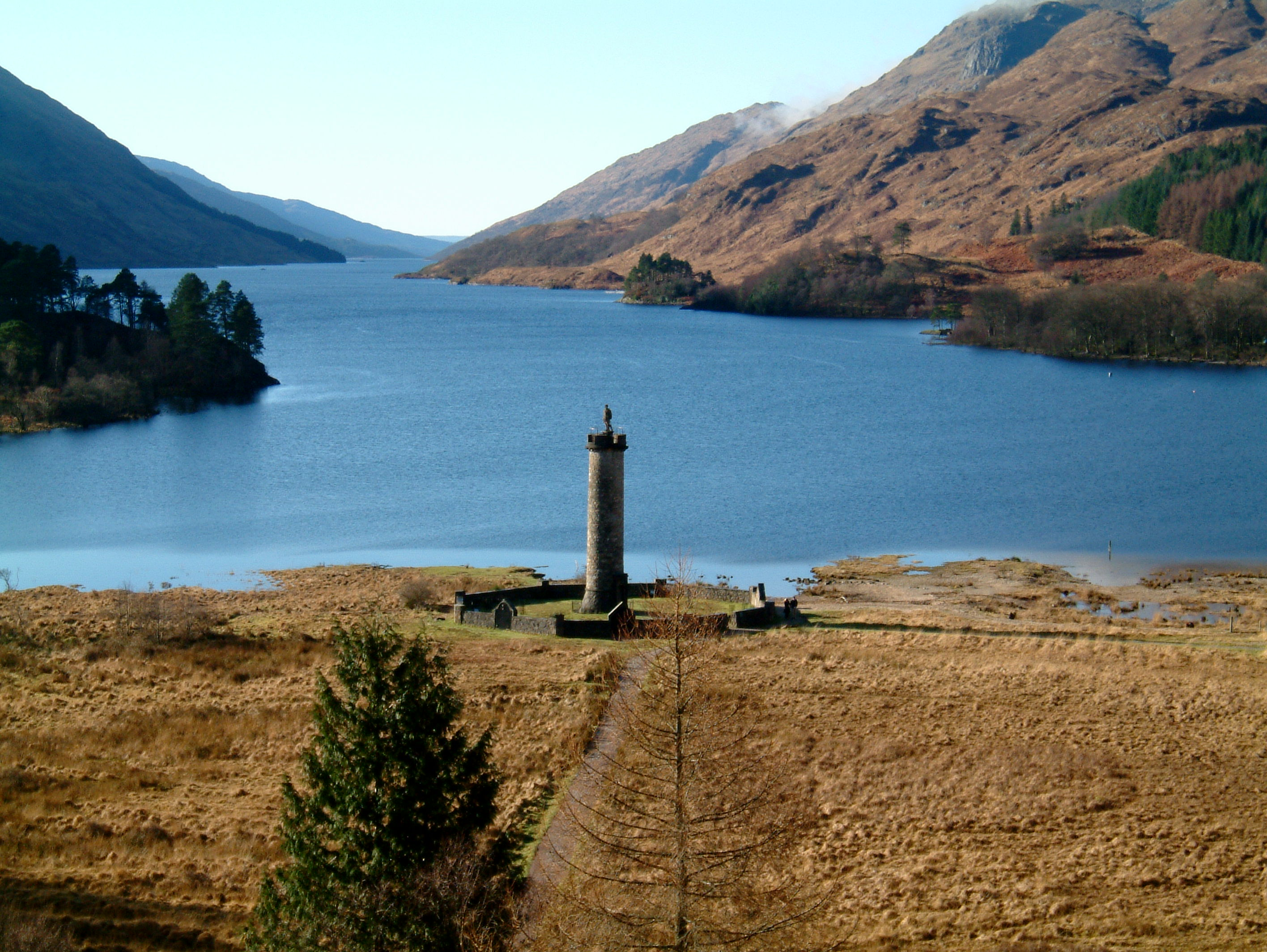
Glenfinnan bay
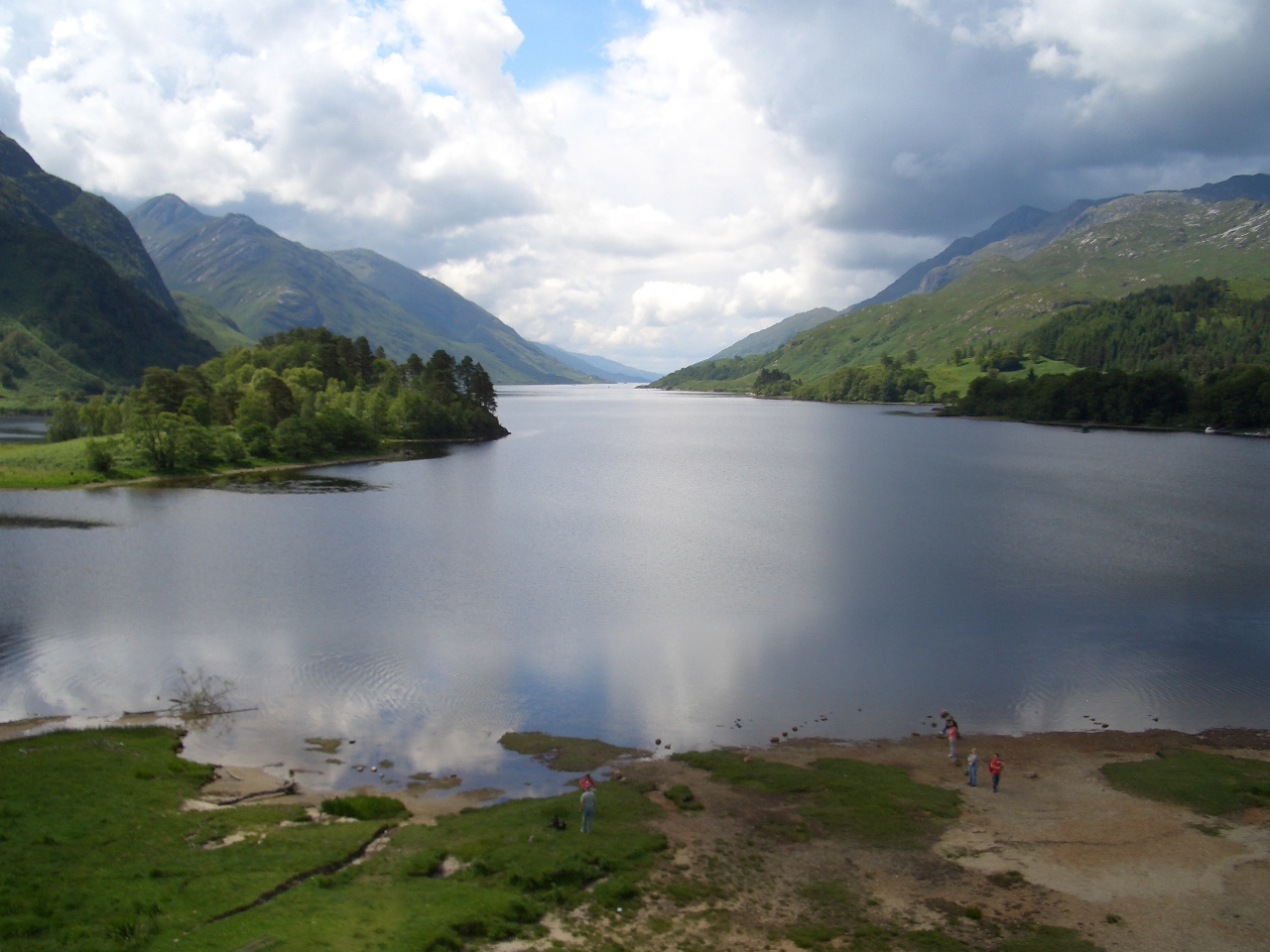
View from the top of the Glenfinnan Monument
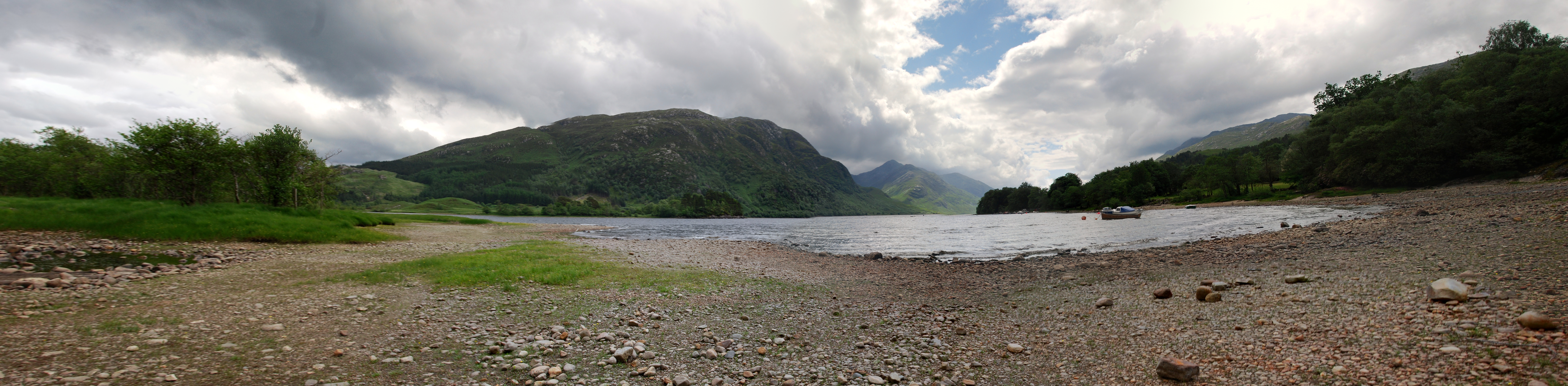
Loch Shiel Panorama, June 2010